# Banda dels Quatre
La Banda dels Quatre (xinès tradicional: 四人幫, xinès simplificat: 四人帮, pinyin: Sìrénbāng) és el nom que van rebre un grup d'alts dirigents del Partit Comunista Xinès que van encapçalar la defensa del maoisme després de la mort de Mao Zedong. Uns anys després de la seva mort, van ser expulsats del partit, i arrestats el 1976, declarants culpables dels excessos comesos durant la Revolució cultural i marcant, de fet, la fi d'aquesta barreja d'experiment social i lluita de faccions que Mao llançà el 1966 com a manera de garantir la subsistència del socialisme, enfrontant-se amb altres destacats membres del partit comunista com Liu Shaoqi, Deng Xiaoping i Peng Zhen.
El grup estava format per la vídua de Mao, Jiang Qing, i tres dels col·laboradors seus: Zhang Chunqiao, Yao Wenyuan i Wang Hongwen. Jiang Qing havia estat posada per Mao en 1966 al capdavant de l'aparell cultural de l'Estat mentre que els altres tres eren dirigents del Partit a Xangai. A aquest grup podrien afegir-se uns altres dos homes, ja morts el 1976, Kang Sheng i Xie Fuzhi, que també foren acusats de pertànyer a la banda, així com el cap militar Lin Biao, que va morir en un estrany accident el 1971 i a la campanya de desprestigi del qual es va sumar el mateix Jiang. No obstant això, fou amb la mort de Lin quan la Revolució Cultural va començar a esmorteir, car els nous dirigents de l'exèrcit van començar a pressionar per una tornada a l'ordre en vista de les tensions frontereres amb l'URSS.
Aprofitant el moment, Zhou Enlai, que s'havia sabut mantenir equidistant entre les faccions, acceptant la Revolució sense impulsar-la, va aconseguir reintroduir el seu protegit Deng Xiaoping en la cúpula del Partit el 1973. Algunes fonts d'informació xineses afirmen que el mateix Mao es va girar contra la Banda dels Quatre en el seu últim any de vida i que, a la seva mort, aquests van intentar forçar el seu ascens al poder. Avui dia els esdeveniments encara són foscos.
El que sí que és obvi és que el grup havia perdut influència abans de 1976, ja que a la mort de Zhou Enlai al gener d'aquest any, el seu successor no va ser un membre de la facció radical sinó el desconegut Hua Guofeng. Posteriorment, a l'abril, l'intent del grup de purgar Deng es va veure també frustrat pel poc suport en l'Exèrcit, que es va fer evident quan el 6 d'octubre, Hua Guofeng, amb suport militar, va arrestar els dirigents radicals, encunyant el terme Banda dels Quatre enmig d'una massiva campanya de desprestigi que els culpava dels excessos de la Revolució Cultural. Cap al 1978, Deng Xiaoping s'havia convertit, de facto, en l'home fort del partit.
El 1981, els Quatre van ser sotmesos a un judici públic en el qual se'ls va acusar d'activitats contra el partit. Jiang Qing i Zhang Chunqiao es van negar a admetre els càrrecs i foren condemnats per això a la pena de mort mentre que Yao Wenyuan i Wang Hongwen van declarar penediment i la seva condemna fou de 20 anys d'empresonament. Posteriorment les condemnes a mort foren commutades i amb el temps els quatre van ser posats en llibertat. Jiang Qing se suïcidaria poc després de sortir de la presó el 1991.